# ヘラ (小惑星1370番)
ヘラ（1370 Hella）は、小惑星帯の小惑星のひとつ。カール・ラインムートがハイデルベルクで発見した。
ドイツの天文学者ヘレネ・ノヴァツキ（ドイツ語: Helene Nowacki）に因んで名付けられた。